# Asymbolus occiduus
Asymbolus occiduus és una espècie de peix de la família dels esciliorrínids i de l'ordre dels carcariniformes.

## Morfologia
- Els mascles poden assolir 60,1 cm de longitud total.[4]

## Hàbitat
És un peix marí de clima temperat que viu entre 98-400 m de fondària.

## Reproducció
És ovípar.

## Distribució geogràfica
Es troba al sud-oest d'Austràlia.